# Ponto pé-de-galinha

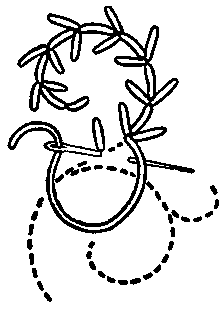
Execução do ponto pé-de-galinha

O Ponto pé-de-galinha é um ponto de bordado do tipo reto usado para coberturas pouco compactas e contornos.

## Execução
Este ponto consiste de três pntos retos de tamanho igual, ou seja, o tecido deve ser plano e uniforme, de trama visível e contável. O tamanho de cada ponto e espaçamento devem ser harmoniosos para a execução do ponto. É mais fácil iniciando-se pelo ponto vertical central seguido por uma série de pontos mosca.